# Carlsruhe (Marlow)
Carlsruhe ist ein Ortsteil der Stadt Marlow im Landkreis Vorpommern-Rügen im Bundesland Mecklenburg-Vorpommern. 
Der Ort liegt zwischen Gresenhorst und Marlow. Ursprünglich war Carlsruhe ein Vorhof von Alt-Steinhorst.